# Carlos Peruena
Carlos Eduardo Peruena Rodríguez (13. marts 1955 – 2. juni 2018) var en uruguayansk fodboldspiller (forsvarer).
Peruena spillede en stor del af sin karriere i Spanien, hvor han blandt andet spillede fire år for Real Betis i Sevilla, ligesom han havde ophold hos Real Oviedo og Granada. Han repræsenterede også det uruguayanske landshold ved Copa América i 1975.